# Michele Caruso
Michele Caruso, detto "Colonnello Caruso" (Torremaggiore, 30 luglio 1837 – Benevento, 22 dicembre 1863), è stato un brigante italiano, tra i più famosi che agirono nelle province di Foggia, di Campobasso e di Benevento in particolare dopo l'Unità d'Italia.

## Biografia

### Michele Caruso e la sua banda
Michele Caruso assunse il grado informale di "colonnello" organizzando attacchi contro il governo del Regno d'Italia, cosa assai frequente nell'epoca in cui i Borbone, sconfitti, tentarono rivolte coinvolgendo i briganti in una guerriglia volta ad una improbabile restaurazione.
Caruso, al pari di altri capi briganti dell'epoca, colse l'occasione per accrescere il suo potere militare e avere un alibi per le sue scorribande, in effetti non era interessato alla politica ma questa era un'occasione per cercare l'immunità per gli orrendi delitti già commessi e per quelli che sarebbero venuti in seguito.
Suoi luogotenenti furono: Antonio Secola da Baselice detto “Secola”, Giovanbettista Varanelli da Celenza Valfortore detto "Tittariello". Altri importanti briganti della banda erano:
Petrozzi, Tamburino, Vito di Gioia, Cimino, Cosimo Giordano, d'Agostino, Nunzio di Paolo, Tomaselli, Cascione, Martino, Fasano, Camillo Andreotti detto il Moretto, Fusco, Florenzano, Pace, Carmine Romano, Giovanni d'Elia, Giuseppe Giurassi, Luciano Martino e Salvatore Romano alias Sciamarra, tutti comandanti di piccole bande, che, all'occorrenza, facevano da ausilio alla compagnia del “colonnello” Caruso; vicecapo brigante era Generoso Fino che dopo l'uccisione di Michele si rifugiò a Morroni, in Irpinia; specie quando nella comitiva di questi si avveravano defezioni o perdite in scontri con le forze dell'ordine.
Per incrementare gli effettivi della banda dopo l'investitura dei Borboni emise il proclama riportato nel box a destra.
CHIAMATA ALLE ARMI
1) Tutti gli iscritti e quelli che si vorranno inscrivere alla compagnia comandata dal Colonnello Caruso, hanno l'obbligo di restaurare sul trono Francesco II e di combattere con tutti i mezzi i liberali, che sono nemici provati della Santa Chiesa e del Santo Padre Pio IX.
2) Di amarsi tra loro e di garantire la vita del loro Colonnello, che Iddio guardi per mille anni.
3) Chiunque diserta dalle file, dopo aver giurato sul Crocifisso, sarà fucilato.
4) Chiunque muore in battaglia la famiglia del defunto avrà un forte vitalizio da Sua Maestà Francesco II.
5) Chiunque vorrà, in seguito, arruolarsi nell'Esercito di S. M. occuperà il grado di Ufficiale.
6) Chiunque, per sue speciali ragioni, non vorrà far parte dell'Esercito di S. M. avrà un impiego ben remunerato.
Viva la SS. Trinità, Viva la Chiesa, Viva Pio IX, Viva Francesco II.

### Le azioni della banda Caruso
Il "colonnello" e la sua banda, che ormai contava diverse centinaia di effettivi, operando in un territorio a lui favorevole nelle zone della Capitanata, del Sannio e del Molise, con azioni di guerriglia tipo "mordi e fuggi", per circa tre anni riuscì a sfuggire e tenere in scacco l'esercito italiano (al comando del generale Emilio Pallavicini), Carabinieri e Guardia Nazionale di vari comuni.
Alleandosi di volta in volta con altri capi briganti come Giuseppe Schiavone, Caruso, non disdegnò di affrontare in campo aperto i militari che gli davano la caccia. Questi scontri, con alterne vicende, si concludevano quasi sempre senza prigionieri.
A seguito delle sue scorribande, il prefetto di Foggia, Domenico Varo De Ferraro, emise il seguente bando:
«Pochi assassini, guidati dal vilissimo Michele Caruso, minacciano le popolazioni del confine della provincia verso il Fortore. Non sarà per Dio! che un pugno di miserabili ladroni comprometta ancora la quiete, di cui gode finalmente questo paese.
All'armi tutti! Le guardie nazionali sono comandate dal distaccamento in ogni comune, nel numero che l'autorità locale, sotto la responsabilità propria, ravviserà necessario a difenderlo completamente.
Il Governo premierà sempre da generoso chi farà il dovere di buon cittadino, e punirà senza misericordia i trasgressori.
Tutti i ladroni, e tutti i loro complici colti in flagranti, saranno ignominiosamente fucilati, appena presi, dalla forza che li prende.
Tutti i sospetti arrestati e tradotti immediatamente a Foggia per subire quelle misure rigorose che il sottoscrittolo ravviserà opportune.
Nessuno dimentichi che la pietà per gli assassini è delitto. Il presente sarà subito pubblicato ed eseguilo.»

### La cattura e la morte
Il bandito Caruso fu infine acciuffato (forse in seguito ad una soffiata) dalla Guardia Nazionale a Molinara, tradotto a Benevento e processato da un tribunale militare. Fu condannato a morte e fucilato nella città nei pressi di Porta Rufina il 22 dicembre 1863.
Convocato d'ordine dal sig. Generale Pallavicini comandante la zona militare di Benevento e Molise, per deliberare sul conto dei sottoindicati individui in forza della legge 15 agosto 1863.
L'anno del Signore 1863 il giorno 12 del mese di dicembre Noi componenti il Tribunale straordinario di guerra riuniti nella Sala sita nel Palazzo Cardinale ora residenza del comando della zona militare di Benevento e Molise, abbiamo intesi i nominati: Caruso Michele del fu Vincenzo di anni 25 di professione cavallaro, e Testa Francesco di Matteo di anni 17 di professione contadino, ambedue nativi di Torremaggiore.
ACCUSATI di brigantaggio e di resistenza armata mano contro la Pubblica Forza
emette la sentenza:
Visto l'art. 2 della legge per la repressione del brigantaggio suddetta.
Visto il par. 8 del Codice Penale Militare
Il Tribunale Straordinario Militare
ad unanimità di voti ha deciso applicare ai medesimi l'art. 2 della legge per la repressione del brigantaggio, e condannarli alla pena di morte mediante fucilazione nella schiena.
Fatto a Benevento, lì dodici del mese di dicembre. Anno milleottocentosessantatre.

## Omicidi attribuiti
- 17 soldati del 39º Reggimento Fanteria, caduti in combattimento nei pressi di Benevento alla contrada Francavilla, il 24 febbraio 1863 contro le bande riunite di Caruso e Schiavone. Ancora oggi nel cimitero di Benevento i caduti in tale carneficina sono ricordati con una lapide[4]. In essa figurano i nomi del Sottotenente Camillo Lauri da Pausula (Macerata) seguita da altri 16 tra graduati e soldati di truppa.
- 5 guardie Nazionali di Paduli e 12 di Circello.
- 18 guardie Nazionali di Orsara fucilate e seviziate.
- 10 guardie Nazionali di Torrecuso, fucilate presso Benevento in contrada Olivola.
- 31 tra guardie Nazionali di San Bartolomeo in Galdo[5] e alcuni carabinieri uccisi in battaglia o trucidati barbaramente dopo la cattura tra cui il valoroso brigadiere dei Carabinieri Alessandro Falini per questo decorato con medaglia d'argento al valor militare[6].

Ancora più efferati risultano i delitti commessi sulle popolazioni di quelle zone tra cui:
- 14 civili presso Colle Sannita.
- 27 tra uomini, donne e fanciulli massacrati a Castelvetere in Val Fortore.
- 7 persone fra uomini e donne della famiglia Leali trucidati a Casci presso Morcone.
- 6 "campagnuoli" presso la zona Cubante.
- 13 contadini a colpi di rasoio nella masseria Monacelle vicino Castelnuovo della Daunia.